# کاروانسرای قراقی
کاروانسرا قراقی مربوط به هزاره اول قبل از میلاد است و در شهرستان میانه، بخش ترکمنچای، دهستان بروانان شرقی، ۳/۵ کیلومتری جنوب شرقی روستای گاوینه رود واقع شده و این اثر در تاریخ ۲۷ آبان ۱۳۸۶ با شمارهٔ ثبت ۲۰۱۹۵ به‌عنوان یکی از آثار ملی ایران به ثبت رسیده است.